# Mercury (rymdfarkost)
För andra betydelser, se Mercury.

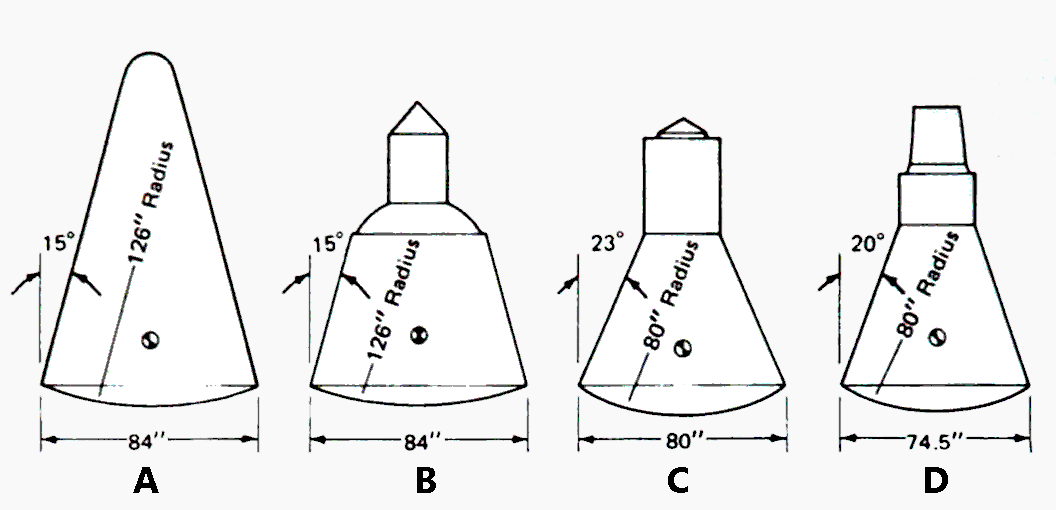
Förändringar mellan 1958 och 1959

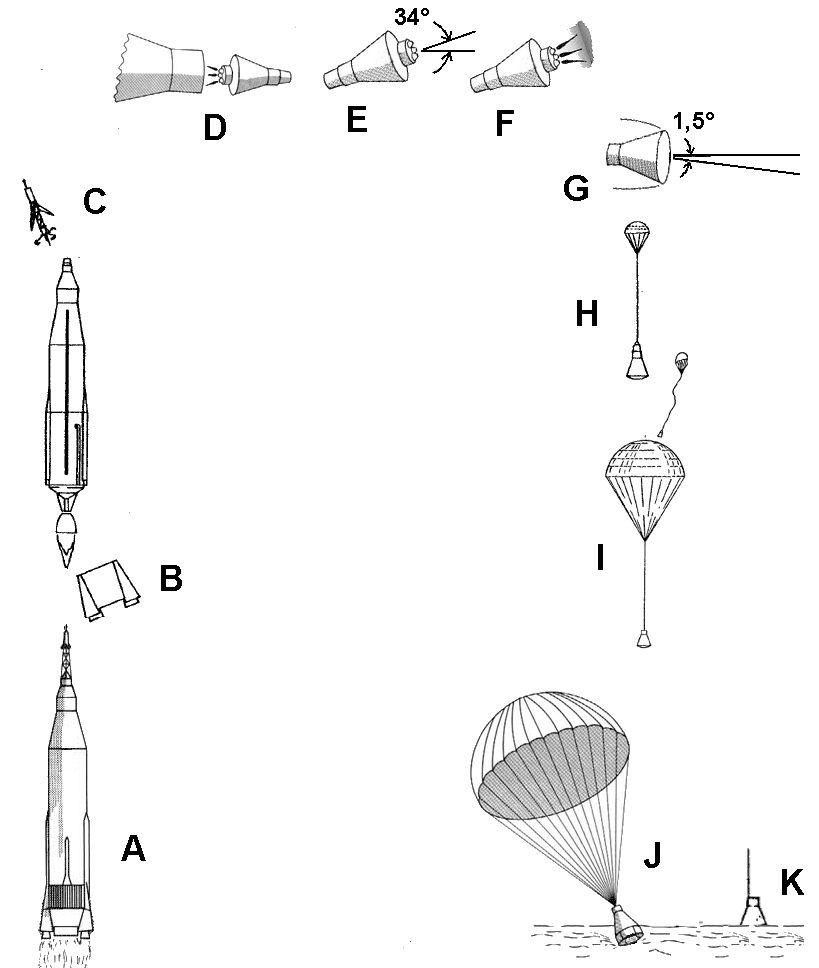

Mercury var USA:s första bemannade rymdfarkost och utvecklades under Mercuryprogrammet. Den första obemannade rymdfärden gjordes den 19 december 1960 och den första bemannade rymdfärden gjordes den 5 maj 1961.

## Design
Farkosten var utformad som en kon med en cylindrisk topp och konvex bas. Farkosten yttre bestod av en nickel legering kallad René 41 och farkostens bas var täckt av en värmesköld. Under utvecklingsarbetet genomgick farkosten flera större förändringar.

## Uppskjutning
Farkosten kom att skjutas upp av både Redstone och Atlas-raketer. Under utvecklingsarbetet använde man sig även av Little Joe-raketer.
Under uppskjutningar var en räddningsraket monterad på toppen av farkosten. Räddningsraketen separerade från farkosten strax före farkosten separerade från raketen.

## Landning
Farkosten landade i vatten med hjälp av fallskärm. När farkosten bara befann sig några meter över vattenytan, blåsten en kudde upp mellan farkosten och värmeskölden, för att dämpa landningen ytterligare.